# Осаму Сато
Осаму Сато (яп. 佐藤 理 Satō Osamu, родился 14 апреля, 1960 года в Киото, Япония) — японский цифровой художник, фотограф и композитор. Его первой работой стал альбом эмбиент-музыки «Objectless», выпущенный в 1983 году. Его первой работой в видеоигровой-индустрии стал Eastern Mind: The Lost Souls of Tong Nou, которая впервые была выпущена в Японии для компьютеров Classic Mac OS, и в Северной Америке для Microsoft Windows в следующем году. В 1998 году, он продюсировал и сочинил музыку для видеоигры LSD: Dream Emulator на игровой приставке PlayStation, которая позже стала его самой узнаваемой работой за пределами Японии.

## Работы
Этот список не полный. Вы можете его дополнить благодаря достоверным источникам.

### Музыка
- 1983 — Objectless
- 1994 — Transmigration
- 1995 — Equal
- 1997 — Linen Sampler
- 1998 — LSD & Remixes
- 1998 — Lucy in the Sky with Dynamites
- 2017 — Mono (EP)
- 2017 — Objectless (Classic Ambient Works and More)
- 2018 — All Things Must Be Equal
- 2018 — LSD Revamped
- 2020 — Collected Ambient Grooves 1993—2001
- 2020 — Grateful in All Things
- 2020 — Transformed Collection

### Видеоигры
- 1994 — Eastern Mind: The Lost Souls of Tong Nou (яп. 東脳 Tonnō) (PC)
- 1995 — Chu-Teng (яп. 中天) (PC)
- 1997 — Roly-Polys Ups and Downs (яп. ローリーポーリーズの七転び八起き Roly-Polys no Nanakorobi Yaoki) lit. 'Roly-Polys Seven Tumbles, Eight Stand-Ups' «Семь падений, восемь разборок» Роли-Полис " (ПК)
- 1997 — Roly-Polys World Tour (яп. ローリーポーリーズの世界旅行 Roly-Polys no Sekai Ryokō) (PC)
- 1998 — LSD: Dream Emulator (PS1)
- 1999 — Tokyo Planet Planetokio (яп. 東京惑星プラネトキオ Tōkyō Wakusei Planetokio) (PS1)
- 2000 — Rhythm N Face (яп. リズムンフェイス) (PS1)

### Книги и публикации по искусству
- 1991 — The Alphabetical Orgasm
- 1992 — Anonymous Animals
- 1993 — The Art of Computer Designing: A Black and White Approach
- 1998 — LSD — Lovely Sweet Dream
- 2017 — All Things Must Be Equal
- 2020 — Grateful in All Things

### Выставки
- 1991 — The Alphabetical Orgasm, Toyko
- 1992 — The Alphabetical Orgasm, Kyoto
- 1992 — Anonymous Animals, Tokyo
- 1998 — Osamu Sato and LSD Expo, Tokyo
- 2017 — All Things Must Be Equal
- 2018 — LSD Revamped ~Neo Psychedelia~, Tokyo
- 2020 — Grateful in All Things, Tokyo

### Видео-работы
- 1994 — Compu Movie (VHS)
- 1994 — The Esoteric Retina (Video CD)